# 曼西
曼西（法語：Maincy，法語發音：[mɛ̃si] ⓘ）是法国塞纳-马恩省的一个市镇，属于默伦区。

## 地理
曼西（48°32'59"N, 2°42'7"E）面积10.19 平方千米，位于法国法蘭西島大區塞纳-马恩省，该省份为法国北部内陆省份，北起瓦兹省，西接埃松省、马恩河谷省、塞纳-圣但尼省和瓦兹河谷省，南至卢瓦雷省，东南接约讷省，东临马恩省和奥布省，东北接埃纳省。
与曼西接壤的市镇（或旧市镇、城区）包括：沃勒佩尼勒、吕贝勒、锡夫里-库尔特里、默倫、穆瓦斯奈。

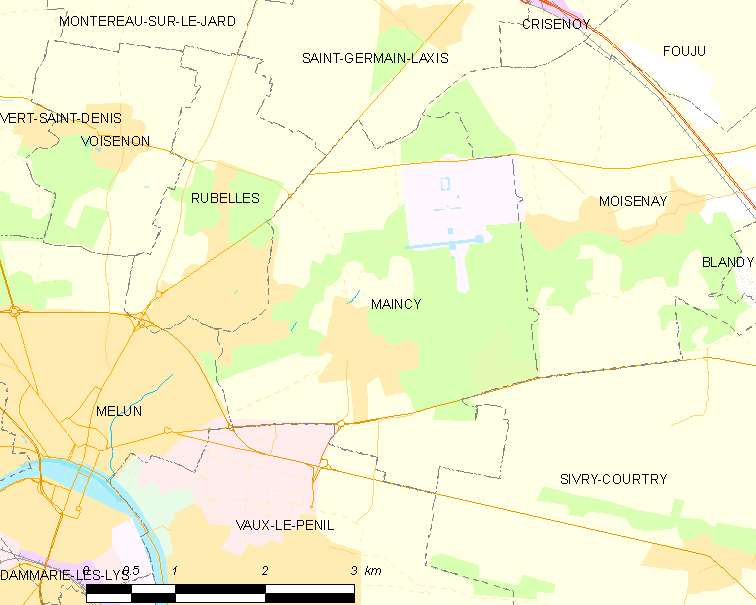
曼西的OSM定位图

曼西的时区为UTC+01:00、UTC+02:00（夏令时）。

## 行政
曼西的邮政编码为77950，INSEE市镇编码为77269。

## 政治
曼西所属的省级选区为默伦县。

## 人口

1962-2008年间曼西人口变化图示

曼西于2022年1月1日时的人口数量为1833人。